# Церква Преображення Господнього (Знесіння)
Церква Преображення Господнього — храм Православної церкви України у Львові, у місцевості Нове Знесіння.
1932 року Анна Марцінків, мешканка Нового Знесіння подарувала земельну ділянку для будівництва церкви. Наступного року проєкт дерев'яної трибанної церкви виготовив архітектор Лев Левинський. Магістрат відмовився давати дозвіл через матеріал будівництва і у 1934 році Левинський виконав проєкт мурованого храму. Цього разу магістрат зволікав, а згодом відмовив через замалі розміри ділянки. Після чого свої ґрунти пожертвував Василь Наорлевич, а пізніше було придбано ще дві ділянки. Євген Нагірний розробив ще один проєкт у спрощених класичних формах. Згідно з ним до осені 1935 року закладено фундамент і 3 листопада освячено наріжний камінь для майбутньої церкви Царя Христа. Будівництво однак не було продовжено, через те, що гроші довелось витратити на нову будівлю знесінської школи, котра щойно втратила приміщення. До 1939 року встигли спорудити лише невелику капличку. У часи незалежності у 1990—1995 роках на старих фундаментах православною громадою споруджено новий однобанний храм, освячений як церква Преображення Господнього. До 2018 року належала до УАПЦ.